# Zwarte heidezakdrager
De zwarte heidezakdrager (Acanthopsyche atra) is een vlinder uit de familie zakjesdragers (Psychidae). De wetenschappelijke naam van deze soort is gepubliceerd in 1767 door Linnaeus.
De soort komt voor in Europa.